# Salvina dorsisignata
Salvina dorsisignata är en insektsart som beskrevs av Fowler 1900. Salvina dorsisignata ingår i släktet Salvina och familjen dvärgstritar. Inga underarter finns listade i Catalogue of Life.